# Vuolep Skartajaure
Vuolep Skartajaure är en sjö i Gällivare kommun i Lappland och ingår i Kalixälvens huvudavrinningsområde. Sjön har en area på 0,163 kvadratkilometer och ligger 733,1 meter över havet. Vuolep Skartajaure ligger i Torne och Kalix älvsystem Natura 2000-område.

## Delavrinningsområde
Vuolep Skartajaure ingår i det delavrinningsområde (751616-162041) som SMHI kallar för Mynnar i Paltajåkka. Medelhöjden är 918 meter över havet och ytan är 58,39 kvadratkilometer. Det finns inga avrinningsområden uppströms utan avrinningsområdet är högsta punkten. Skartajåkka som avvattnar avrinningsområdet har biflödesordning 3, vilket innebär att vattnet flödar genom totalt 3 vattendrag innan det når havet efter 410 kilometer. Avrinningsområdet består mestadels av kalfjäll (89 procent). Avrinningsområdet har 1,02 kvadratkilometer vattenytor vilket ger det en sjöprocent på 1,7 procent. Delavrinningsområdet täcks till 0,44 procent av glaciärer, med en yta av 0,255 kvadratkilometer.